# Futuro perfecto
El futuro perfecto denota una acción futura ocurrida con anterioridad a otra también futura («Para cuando yo salga al escenario, tú ya habrás subido el telón»). Es un tiempo verbal relativo de aspecto perfectivo. Es característico de las lenguas romances. 
Tiene solo un valor trasladado, que se aprecia cuando se lo usa para indicar una acción pasada probable: «Pienso que a estas alturas ya te habrá llegado mi carta».